# Jakubów (powiat miński)
Jakubów – wieś sołecka w Polsce. położona w województwie mazowieckim, w powiecie mińskim, siedziba gminy Jakubów.
W latach 1954–1972 wieś należała i była siedzibą władz gromady Jakubów. W latach 1975–1998 wieś należała administracyjnie do województwa siedleckiego.
Wieś szlachecka położona była w drugiej połowie XVI wieku w powiecie garwolińskim ziemi czerskiej województwa mazowieckiego. 

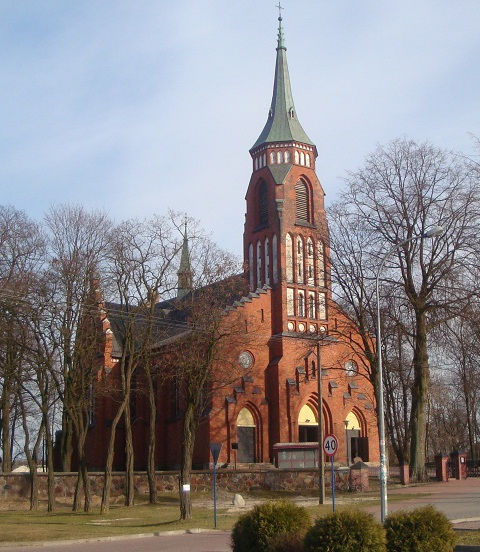
Kościół

Wieś jest siedzibą rzymskokatolickiej parafii pw. świętej Anny.
W Jakubowie urodził się Adam Tarnowski, dyplomata, minister spraw zagranicznych w rządzie Tomasza Arciszewskiego.

## Zabytki
We wsi znajdują się zabytkowe obiekty:
- murowany kościół neogotycki z 1903 roku projektu Józefa Piusa Dziekońskiego
- murowana plebania w stylu eklektycznym z 1896 roku.